# Жегаловская волость
Жегаловская волость — историческая административно-территориальная единица Владимирского уезда Замосковного края Московского царства.
Не следует путать с Жегаловской волостью Тамбовской губернии.
Располагалась в северной части уезда, по реке Пекше, притоку Клязьмы, в пределах позже образованных на этой территории Покровского уезда и Владимирского уездов. Происхождение названия неясно.
Деревня Коноплево на реке Пекше в Жегаловской волости была дана Б.П. Сущевым в 1585/86 годах. В сыскной книге 1623 года отмечена за сыном боярским В. П. Матвеевым, а в 1627/28 годах по грамоте патриарха Филарета взята у помещика В. Вяткина и возвращена Троице-Сергиеву монастырю.
В 1843 году Дмитрий Иванович Басаргин владел третью сельца Михейцева и третью деревни Напутной, которые после даны брату его Алексею, также владел различными пустошами Владимирского уезда в Жегаловской волости, которые даны детям его: Семену и Дмитрию.